# Grand Prix automobile du Rand 1965
Résultats du Grand Prix du Rand 1965 de Formule 1 hors-championnat qui a eu lieu sur le circuit du Kyalami le 4 décembre 1965.

## Classement
| Pos. | no | Pilote           | Écurie                 | Voiture                | Tours   | Temps/Abandon            | Grille |
| ---- | -- | ---------------- | ---------------------- | ---------------------- | ------- | ------------------------ | ------ |
| 1    | 1  | Jack Brabham     | Scuderia Scribante     | Brabham-Climax         | 50      | 1 h 18 min 11 s 2        | 1      |
| 2    | 12 | Peter de Klerk   | Otelle Nucci           | Brabham-Climax         | 50      | + 5 s 9                  | 3      |
| 3    | 6  | Paul Hawkins     | Reg Parnell Racing     | Lotus-Climax           | 50      | + 1 min 23 s 4           | 7      |
| 4    | 10 | John Love        | John Love Motors       | Cooper-Climax          | 49      | + 1 tour                 | 2      |
| 5    | 4  | Joseph Siffert   | Rob Walker Racing Team | Brabham-BRM            | 49      | + 1 tour                 | 8      |
| 6    | 5  | Innes Ireland    | Reg Parnell Racing     | Lotus-BRM              | 49      | + 1 tour                 | 5      |
| 7    | 14 | Sam Tingle       | Sam Tingle             | LDS-Climax             | 49      | + 1 tour                 | 9      |
| 8    | 16 | Doug Serrurier   | Doug Serrurier         | LDS-Climax             | 47      | + 3 tours                | 10     |
| 9    | 17 | Clive Puzey      | Clive Puzey Motors     | Lotus-Climax           | 46      | + 4 tours                | 11     |
| 10   | 11 | Tony Jefferies   | John Love Motors       | Cooper-Climax          | 46      | + 4 tours                | 15     |
| Nc.  | 18 | Jack Holme       | Jack Holme             | LDS-Ford               | 42      | + 8 tours                | 14     |
| Abd. | 9  | Bob Anderson     | DW Racing Enterprises  | Brabham-Climax         | 27      | Pression d'huile ?       | 4      |
| Abd. | 19 | Brausch Niemann  | Ted Lanfear            | Lotus-Ford             | 21      | Pression d'huile ?       | 13     |
| Abd. | 3  | Joakim Bonnier   | Rob Walker Racing Team | Lotus-Climax           | 17/18 ? | Radiateur                | 6      |
| Abd. | 2  | Jackie Pretorius | Scuderia Scribante     | Lotus-Climax           | 6/7     | Surchauffe               | 12     |
| Abd. | 8  | David Prophet    | David Prophet Racing   | Lotus-Maserati         | 3/4     | Moteur/Arbre à cames ?   | 16     |
| Np.  | 7  | Dave Charlton    | Ecurie Tomahawk        | Lotus-Ford             |         | Moteur                   |        |
| Np.  | 15 | Jackie Pretorius | Jackie Pretorius       | LDS-Alfa Romeo/Conrero |         | Pilote une autre voiture |        |
| Np.  | 20 | David Hume       | Team Valencia          | LDS-Climax             |         | Non partant              |        |
| Np.  | 2  | Mike Spence      | Scuderia Scribante     | Lotus-Climax           |         | Non partant              |        |

Légende:
- Abd.= Abandon - Np.=Non partant - Nc.=Non classé

## Pole position et record du tour
- Pole position :  Jack Brabham (Brabham-Climax) en 1 min 30 s 8.
- Meilleur tour en course :  Jack Brabham (Brabham-Climax) en 1 min 31 s 5.

## Tours en tête
- Jack Brabham : 46 tours (1 / 3-5 / 7-15 / 18-50)
- John Love : 4 tours (2 / 6 / 16-17)